# Audiosurf
Audiosurf — відеогра, ритм-головоломка та інструмент візуалізації музики, створена компанією Invisible Handlebar і видана Valve Corporation у 2008 році.
В Audiosurf на основі обраної музики генерується траса, якою гравець повинен провести автомобіль, набравши якомога більше очок.

## Ігровий процес

Гра на трасі, згенерованій на основі пісні «Бандити» українського гурту «Мері»

Гравець керує футуристичним автомобілем, який летить трасою, розділеною на лінії. Автомобіль сам рухається вперед, гравець лише спрямовує його праворуч або ліворуч. На лініях розміщено блоки, які, залежно від їх типу, слід або збирати, або оминати. Коли з лінії збирається підряд три блока одного кольору, вони знищуються, даючи очки. Що більш «гарячий» колір блока, тим більше очок він дає. Якщо накопичується вісім блоків, стається «переповнення», гравець штрафується: блоки зникають, а автомобіль на короткий час усувається з траси.
Форма траси, її складність і колір блоків залежать від характеру музики, яку гравець обирає на своєму ПК або в «Радіо Audiosurf». Зазвичай шлях поділено на три лінії, в режимі для двох гравців — чотири. За найлегшого рівня складності з боків додаються «узбіччя» — порожні лінії.
Автомобілі та їх пілоти мають кожен свої вміння та правила збору блоків. Початковий просто збирає блоки (всі вони забарвлюються в один колір, залежно від музики) без особливих правил і бонусів. Інші можуть групувати вже зібрані блоки за кольорами, надають два автомобіля (для двох гравців), здатні перестрибувати перешкоди тощо. На трасі зустрічаються бонуси: «Фарбування» (забарвлює всі зібрані з лінії блоки в один колір), «Блискавка» (додає по два блока одного кольору з кожної лінії), «Множення» (множить отримані після цього очки) і «Перемішування» (оптимально групує зібрані блоки).
Рекорди в проходженні траси кожної пісні вносяться до таблиці, де гравець може позмагатися за досягнення найвищої позиції. Вправним гравцям пропонується «Залізний режим»: рух трасою дуже швидкий, спеціальні вміння вимкнено, а «переповнення» означає кінець заїзду.

## Технічна реалізація
Кожній композиції відповідає унікальна траса. Повільній спокійній музиці відповідає пряма траса з малою кількістю перешкод, блоками «холодного» кольору. Швидкій, динамічній — з багатьма поворотами, перешкодами, хаотично розміщеними блоками «гарячих» кольорів.
Перед початком гри аудіофайл аналізується грою, на основі якого створюється ASH-файл з відомостями про динаміку звуку, геометрію траси, розташування блоків. Він дозволяє прискорити генерування траси при повторних запусках і, будучи пересланим іншому гравцеві, дати йому аналогічну трасу. З іншого боку, користувачі можуть самостійно відредагувати ASH-файл, змінити розташування блоків і таким чином набрати більше очок, ніж це можливо чесним шляхом.

## Оцінки й відгуки
| Агрегатор  | Оцінка |
| ---------- | ------ |
| Metacritic | 85/100 |

| Видання   | Оцінка |
| --------- | ------ |
| 1Up.com   | A      |
| Eurogamer | 7/10   |
| IGN       | 8.6/10 |

Audiosurf зібрала переважно схвальні відгуки і високі оцінки. На агрегаторі Metacritic гра отримала середню оцінку 85 балів зі 100. Сайт 1UP оцінив Audiosurf на «A» чи 9,5 з 10. IGN дав оцінку 8,6/10. Зазначалося, що меню гри потребує доробки, зате похвали удостоїлися проста «неонова» графіка, можливість обирати власну музику і, як наслідок, самому визначати складність траси. Eurogamer також було високо оцінено Audiosurf, 7/10, зауважено грубі формі тривимірних моделей, що компенсується динамічним ігровим процесом і нагодою по-новому поглянути на свою аудіоколекцію.
У березні 2008 року Audiosurf стала найбільш продаваною грою в сервісі Steam.